# Burgos
|  | Per a altres significats, vegeu «Burgos (desambiguació)». |

Burgos (en castellà, Burgos) és una ciutat de l'estat espanyol, capital de la província de Burgos i de l'antiga regió històrica de Castella la Vella. Des de 1983 pertany a la comunitat autònoma de Castella i Lleó. És un nus ferroviari i de carreteres i és la seu del Tribunal Superior de Justícia de Castella i Lleó.
Burgos, bressol de Castella, compta amb un ampli conjunt monumental, on destaca la catedral de santa Maria, exponent de l'arquitectura gòtica declarada patrimoni de la Humanitat per la UNESCO, estès al centre històric el 2014, el monestir de Santa María de Las Huelgas i la cartoixa de Miraflores. A més, la ciutat és travessada pel camí de Santiago, un altre patrimoni de la Humanitat i es troba a menys de 15 km del jaciment arqueològic d'Atapuerca, també sota la protecció de la UNESCO des de l'any 2000.
La ciutat és travessada pel riu Arlanzón, que divideix la ciutat en dues parts enllaçades per nombrosos ponts: la ciutat vella, sobre la riba occidental, i la part més moderna, sobre la riba oriental. La seva posició aïllada sobre un altiplà a prop de 900 metres d'altitud l'exposa sovint als rigorosos vents freds. Té un clima extrem d'hiverns freds i llargs i estius calorosos (nou mesos d'hivern, tres mesos d'estiu), i una pluviositat al voltant dels 560 mm l'any. L'any 2017 tenia 175.623 habitants.

## Toponímia
Hi ha diferents teories sobre l'origen del topònim Burgos. D'una banda, es creu que pot provenir del baix llatí burgus, que al seu torn venia del grec πύργος pyrgos, que significa 'torre', i que faria referència a les torres de vigilància edificades sobre el turó del castell. També pot provenir del germànic Berg ('puig' o 'muntanya'), o bé de burgo, que volia dir 'castell' i que després va passar a ser sinònim de 'ciutat', i que és molt comú als topònims europeus i a Castella. Conseqüentment, Vegecio indica que bergus i burgus signifiquen 'castell petit'. Guadix afegeix que, en àrab, burgo vol dir 'casa de palla' i que podria haver arribat a Burgos a través dels gots: la paraula goda baurgs vol dir 'població fortificada'.
Segons el Real Despacho de Armas de la Diputació Provincial de Burgos, expedit el 24 de setembre de 1877 per Luis Vilar y Pascual, sosté que:
| « | El nom de Burgo significa 'cases al costat del riu', i Burgos, 'diferents cases o petites poblacions escampades pel territori, que es van unir formant una ciutat'. | » |

En català és documentat l'exònim Burgs, escrit en ortografia prefabriana Burchs.

## Geografia

### Localització
La ciutat de Burgos s'ubica al centre de la província de Burgos a 244 km al nord de Madrid, a la comunitat autònoma de Castella i Lleó. Les coordenades de la ciutat són latitud 42° 20' 57,1" N i longitud 3° 41' 4,7" O. La seva situació privilegiada, aproximadament al centre del nord peninsular, la situa com a ciutat de pas obligat de la Meseta cap al País Basc i França, a més de suposar el punt de partida de dos dels accessos principals a Cantàbria.
El municipi de Burgos, de 107,08 km² d'extensió, es troba a la confluència entre el riu Arlanzón i alguns dels seus afluents. La ciutat és pràcticament plana a les zones més poblades, que s'estenen principalment a l'horta formada pels rius Arlanzón i Vena. Malgrat això, el seu terme municipal inclou zones de baixa muntanya, la majoria de les quals són turons que no superen els 80 metres d'alçada.
El centre de la ciutat està situat a una altitud de 859 msnm, mentre que l'altitud del municipi varia des dels 827 msnm de l'últim tram del riu Arlanzón al municipi, fins als 997 msnm al nord, a Las Lomas. Burgos té una configuració lineal, estesa d'est a oest per la vall dels rius Arlanzón i Vena, i té un nucli antic amb una quantitat notable de monuments, reformat durant el segle xix, però mantenint allò essencial de la trama urbana i del seu patrimoni, tant arquitectònic com ambiental. La ciutat té un conjunt de petites poblacions que la rodegen, anomenada l'Alfoz de Burgos, però a diferència de Valladolid, Lleó o Salamanca, encara no ha crescut desmesuradament.
| Nord-oest: Tardajos i Alfoz de Quintanadueñas | Nord: Alfoz de Quintanadueñas, Quintanilla Vivar, Villayerno Morquillas i Hurones | Nord-est: Hurones i Rubena                    |
| Oest: Tardajos i Villalbilla                  |                                                                                   | Est: Rubena, Orbaneja Riopico i Cardeñajimeno |
| Sud-oest: Villagonzalo Pedernales             | Sud: Villagonzalo Pedernales, Villariezo, Saldaña de Burgos i Cardeñadijo         | Sud-est: Cardeñajimeno i Cardeñadijo          |

### Clima

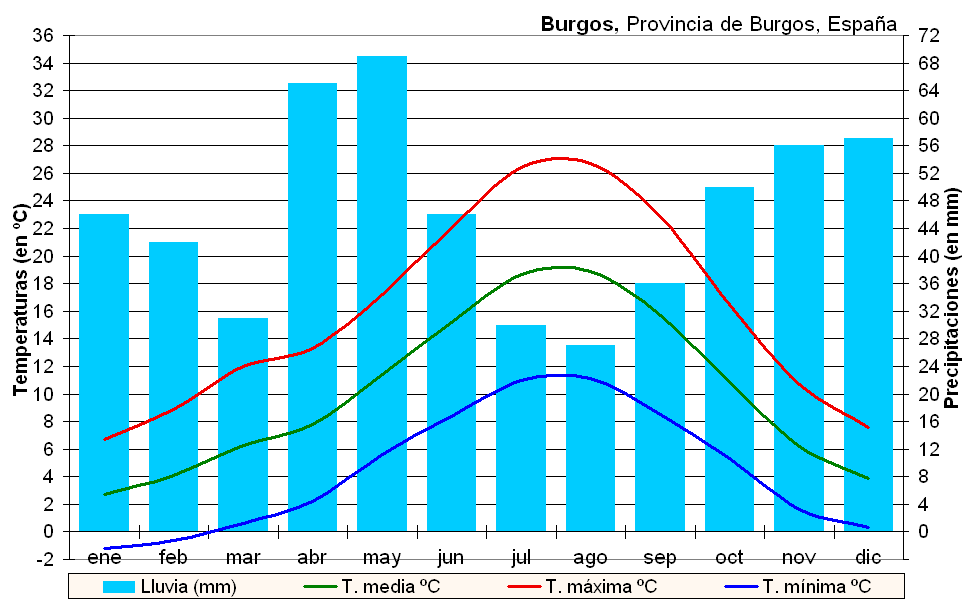
Climograma de Burgos (Villafría).

Segons la classificació climàtica de Köppen, el clima de Burgos es, en general, oceànic (Cfb), tot i que està molt a prop del límit amb el clima oceànic mediterrani (Csb). L'estació més plujosa és la primavera, mentre que l'estiu és suau i molt menys humit que a l'Espanya atlàntica. Els hiverns són molt nevosos i freds, amb temperatures mínimes que en algun cas arriben a -10 °C. És freqüent que es produeixin nevades abundants, fins i tot entrada la primavera.
Les precipitacions segueixen un patró molt similar al típic clima mediterrani i estan entre els 400 i 600 mm, amb un màxim durant la tardor i la primavera. La menor influència del mar, però, fa que sigui un clima més sec que l'habitual. Pel que fa a les temperatures, és similar al de Lleó o Terol, amb unes temperatures d'aproximadament dos a cinc graus més baixes que les zones amb el seu clima, degut a l'altitud de la ciutat.
| Paràmetres climàtics mitjans de observatori de l'aeroport de Burgos (891 msnm) (període de referència: 1981-2010, extremes 1943-2016) | Paràmetres climàtics mitjans de observatori de l'aeroport de Burgos (891 msnm) (període de referència: 1981-2010, extremes 1943-2016) | Paràmetres climàtics mitjans de observatori de l'aeroport de Burgos (891 msnm) (període de referència: 1981-2010, extremes 1943-2016) | Paràmetres climàtics mitjans de observatori de l'aeroport de Burgos (891 msnm) (període de referència: 1981-2010, extremes 1943-2016) | Paràmetres climàtics mitjans de observatori de l'aeroport de Burgos (891 msnm) (període de referència: 1981-2010, extremes 1943-2016) | Paràmetres climàtics mitjans de observatori de l'aeroport de Burgos (891 msnm) (període de referència: 1981-2010, extremes 1943-2016) | Paràmetres climàtics mitjans de observatori de l'aeroport de Burgos (891 msnm) (període de referència: 1981-2010, extremes 1943-2016) | Paràmetres climàtics mitjans de observatori de l'aeroport de Burgos (891 msnm) (període de referència: 1981-2010, extremes 1943-2016) | Paràmetres climàtics mitjans de observatori de l'aeroport de Burgos (891 msnm) (període de referència: 1981-2010, extremes 1943-2016) | Paràmetres climàtics mitjans de observatori de l'aeroport de Burgos (891 msnm) (període de referència: 1981-2010, extremes 1943-2016) | Paràmetres climàtics mitjans de observatori de l'aeroport de Burgos (891 msnm) (període de referència: 1981-2010, extremes 1943-2016) | Paràmetres climàtics mitjans de observatori de l'aeroport de Burgos (891 msnm) (període de referència: 1981-2010, extremes 1943-2016) | Paràmetres climàtics mitjans de observatori de l'aeroport de Burgos (891 msnm) (període de referència: 1981-2010, extremes 1943-2016) | Paràmetres climàtics mitjans de observatori de l'aeroport de Burgos (891 msnm) (període de referència: 1981-2010, extremes 1943-2016) |
| Mes | Gen. | Feb. | Mar. | Abr. | Mai. | Jun. | Jul. | Ago. | Set. | Oct. | Nov. | Des. | Anual |
| --- | --- | --- | --- | --- | --- | --- | --- | --- | --- | --- | --- | --- | --- |
| Temperatura màxima registrada °C (°F)                                                                                                 | 19,0 (66,2) | 22,4 (72,3) | 24,5 (76,1) | 28,0 (82,4) | 33,4 (92,1) | 36,9 (98,4) | 37,8 (100) | 38,8 (101,8) | 36,8 (98,2) | 29,1 (84,4) | 24,0 (75,2) | 21,0 (69,8) | 38,8 (101,8) |
| Temperatura mínima registrada °C (°F)                                                                                                 | −22,0 (−7,6) | −17,6 (0,3) | −12,0 (10,4) | −6,2 (20,8) | −7,6 (18,3) | 0,0 (32) | 0,1 (32,2) | 0,8 (33,4) | −1,4 (29,5) | −5,0 (23) | −9,9 (14,2) | −17,1 (1,2) | −22,0 (−7,6) |
| Temperatura diària màxima °C (°F) | 7,0 (44,6) | 9,0 (48,2) | 12,9 (55,2) | 14,4 (57,9) | 18,4 (65,1) | 23,7 (74,7) | 27,6 (81,7) | 27,5 (81,5) | 23,3 (73,9) | 17,2 (63) | 10,9 (51,6) | 7,7 (45,9) | 16,6 (61,9) |
| Temperatura diària mínima °C (°F) | −0,8 (30,6) | −0,8 (30,6) | 1,1 (34) | 2,7 (36,9) | 5,9 (42,6) | 9,2 (48,6) | 11,5 (52,7) | 11,5 (52,7) | 8,9 (48) | 5,9 (42,6) | 2,1 (35,8) | 0,2 (32,4) | 4,8 (40,6) |
| Precipitació total mm (polzades) | 43,6 (1,7) | 35,1 (1,4) | 34,4 (1,4) | 61,3 (2,4) | 62,7 (2,5) | 40,7 (1,6) | 23,3 (0,9) | 22,8 (0,9) | 38,3 (1,5) | 60,2 (2,4) | 60,2 (2,4) | 63,3 (2,5) | 545,7 (21,5) |
| Font: Agència Estatal de Meteorologia                                                                                                 | | | | | | | | | | | | | |

## Història
Existeixen rastres de presència humana sobre el pujol del castell que domina la ciutat al període del Neolític (4500 aC) i en la primera Edat del Ferro (850 aC).
Tanmateix, la ciutat de Burgos té origen militar, ja que és fundada com a tal pel comte castellà Diego Rodriguez Porcelos l'any 884 quan Alfons III d'Astúries, intentant frenar els atacs musulmans, va ordenar al comte Diego Rodriguez crear una ciutat sobre les vores de l'Arlanzón.
Burgos, va ser poblada per disposició reial i sotmesa directament a l'autoritat dels reis de Lleó. Cap al 930, es convertia en capital del comtat de Castella, i durant el regnat de Ferran I de Castella, el Magne (mort el 1065), esdevingué la capital del regne de Castella i Lleó, fins a l'any 1087, que fou substituïda per Toledo, títol que a la vegada va cedir a Valladolid el 1492 en el moment de la caiguda de Granada.
Va ser proclamada seu episcopal el 1074, després elevada al rang d'arquebisbat el 1574.
A l'oblit polític va correspondre el dinamisme comercial i artístic. La ciutat centralitzava la llana. Durant els segles xiv i xv es desenvolupà extraordinàriament, mercès a la centralització de la llana dels grans criadors de la meseta castellana, la qual era expedida cap a Flandes a través dels ports cantàbrics. La relació amb Bilbao, port d'embarcament principal, fou tibant, a causa de l'intent de Burgos de controlar la flota biscaïna, i s'agreujà quan aquesta obtingué dels Reis Catòlics un consolat el 1494. El 1499, però, arribaren a un acord, pel qual Burgos conservava el monopoli del comerç llaner i Bilbao el de les exportacions de ferro.
És també l'època en què arquitectes i escultors vinguts sobretot del Nord posen la ciutat en la moda del gòtic. Burgos esdevé la capital d'aquest art a Espanya amb realitzacions destacables com:
- la catedral de Santa Maria

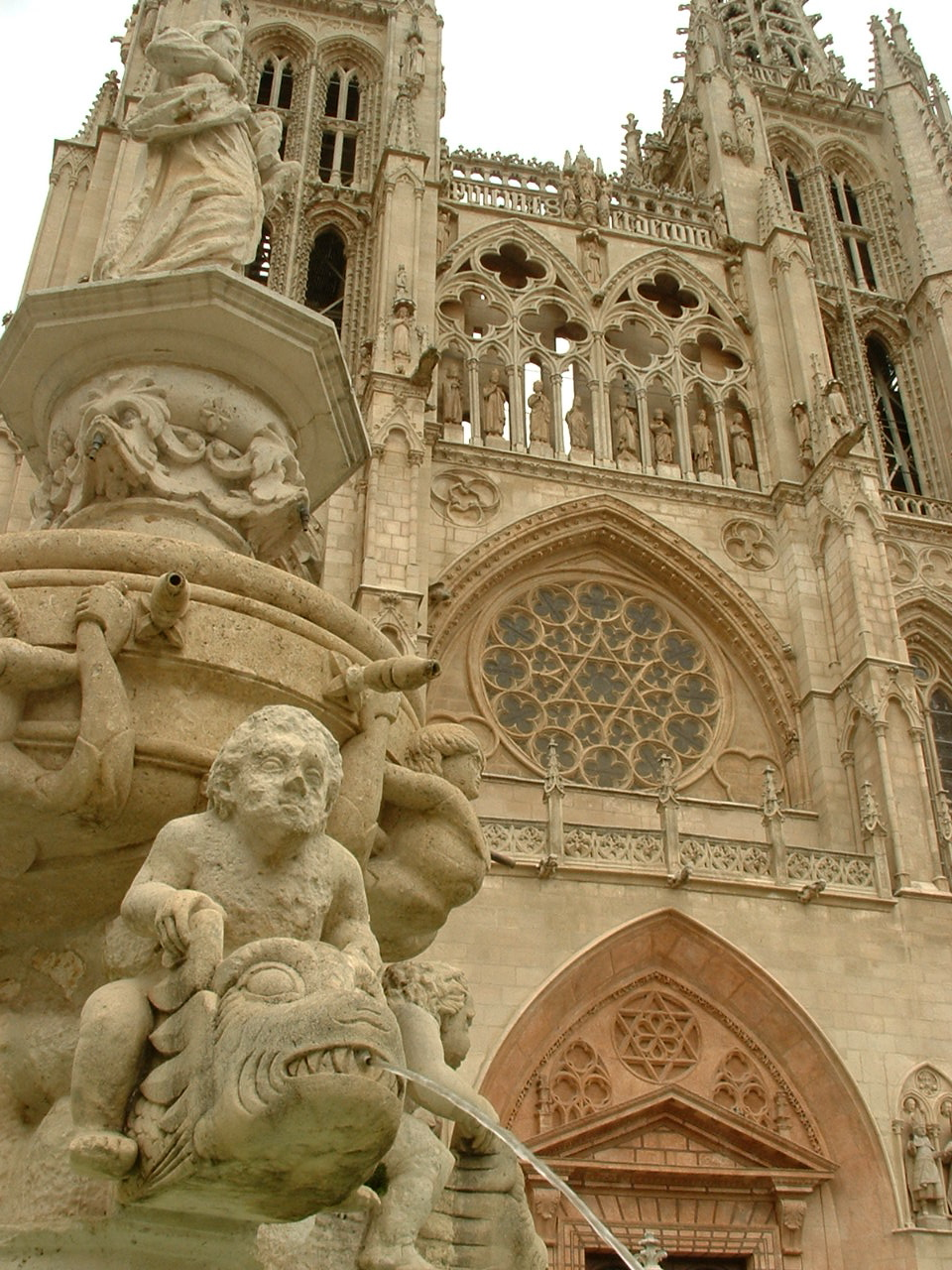
Façana de la catedral de Burgos

- l'església de San Esteban (entre 1280 i 1350)
- l'església de San Gil (segle XIV)
- l'església de San Lesmes (segles XIV-XVI)
- el reial monestir de Las Huelgas (segle xii), fundació i panteó dels reis castellans, d'estil cistercenc
- la cartoixa de Miraflores (segle xv), gòtica, amb sepulcres i retaule de Gil de Siloé.

També hi ha edificis civils interessants, com:
- la Casa del Cordón (segle xv);

D'estil renaixentista i del s. XVI:
- l'Hospital del Rey
- l'arc de Santa Maria
- l'església dels sants Cosme i Damià
- les cases de Miranda i d'Angulo

Dels seus museus i arxius són cabdals:
- el Museo Arqueológico, amb el frontal romànic d'esmalt de Silos
- la Biblioteca Provincial
- l'arxiu de la catedral.

Al final del segle xvi, s'entra en el declivi de la meseta i de la prosperitat burgalesa. Burgos inicià la decadència, a conseqüència de la crisi econòmica provocada pel trencament de l'eix comercial Medina del Campo - Anvers. El 1833, esdevé capital de la seva província.
Durant la guerra civil (1936-1939), s'hi constituí el 23 de juliol de 1936 la Junta de Defensa Nacional (dit Govern de Burgos), on Francisco Franco fou proclamat generalíssim dels exèrcits del nou estat espanyol l'1 d'octubre de 1936, i la ciutat esdevingué la seu del govern sublevat fins a la presa de Madrid el 1939.
El desembre de 2018 es va liberalitzar l'autopista AP-1, amb importants conseqüències per a la regió.

## Burgos i els pelegrins
Sobre el Camí de Sant Jaume. Es ve d'Atapuerca, i el pròxim poble és Rabé de las Calzadas, sent la cinquena parada de la Guia del Pelegrí.
Fins a principis del segle xiii, s'entrava a Burgos per la porta Gamonal al nord-oest de la ciutat, sent la ciutat una senzilla etapa. A partir de 1221, els pelegrins passaven al costat de la catedral i els seus treballs. Al segle xv ja podien veure de lluny les dues fletxes de la catedral. La ciutat comptava amb més de trenta hospitals per als pelegrins, entre els quals l'hospital San Juan Evangelista i l'Hospital del Rey.

## Fills il·lustres
- Carlos Francisco de Almeyda (1797-18..?) violinista i compositor.
- Domingo Amoreti Ruiz (1895-1949) compositor i mestre de capella.
- Pablo Acha González bronze europeu en tir amb arc recorbat.

## Administració
| Període      | Nom de l'alcalde/-essa                                        | Partit polític  | Data de possessió |
| ------------ | ------------------------------------------------------------- | --------------- | ----------------- |
| 1979 - 1983  | José María Peña San Martín                                    | UCD             | 19/04/1979        |
| 1983 - 1987  | Jose María Peña San Martín                                    | AP-PDP-UL       | 28/05/1983        |
| 1987 - 1991  | Jose María Peña San Martín                                    | Aliança Popular | 30/06/1987        |
| 1991 - 1995  | Jose María Peña San Martín (fins a 1992) Valentín Niño Aragón | PP              | 15/06/1991        |
| 1995 - 1999  | Valentín Niño Aragón                                          | PP              | 17/06/1995        |
| 1999 - 2003  | Ángel Olivares Ramírez                                        | PSOE            | 03/07/1999        |
| 2003 - 2007  | Juan Carlos Aparicio Pérez                                    | PP              | 14/06/2003        |
| 2007 - 2011  | Juan Carlos Aparicio Pérez                                    | PP              | 16/06/2007        |
| 2011 - 2015  | Francisco Javier Lacalle Lacalle                              | PP              | 11/06/2011        |
| 2015 - 2019  | Francisco Javier Lacalle Lacalle                              | PP              | 13/06/2015        |
| 2019 - 2023  | n/d                                                           | n/d             | 15/06/2019        |
| Des del 2023 | n/d                                                           | n/d             | 17/06/2023        |